# Viki Geunes
Viki Geunes (Neerpelt, 11 augustus 1972) is een Belgisch chef-kok. Hij is eigenaar van Zilte, een restaurant in Antwerpen met drie Michelinsterren. Geunes werd in 2008 door GaultMillau uitgeroepen tot Chef van het Jaar.

## Biografie
Geunes studeerde industriële wetenschappen aan het Technisch Instituut in Geel. Na het behalen van zijn diploma zag hij het niet zitten om in die branche aan de slag te gaan, en richtte hij zich op de gastronomie. Geunes is een culinair autodidact.
In 1996 opende Geunes restaurant 't Zilte in het centrum van Mol. In 2004 kreeg het restaurant zijn eerste Michelinster, vier jaar later gevolgd door een tweede. Restaurant 't Zilte was jarenlang gevestigd in Mol tot het zich in mei 2011, na de opening van het Museum aan de Stroom (MAS), op de bovenste (negende) verdieping van het MAS vestigde.
In 2020 besloot Geunes om zijn restaurant volledig te vernieuwen. Niet alleen verhuisde zijn zaak naar de andere zijde van het MAS met een volledig nieuw interieur, ook de naam veranderde naar Zilte. Geunes werd in 2021 door de Michelingids bekroond met drie Michelinsterren.
In 2008 behaalde hij 18 van de 20 punten in de restaurantgids van GaultMillau. In 2023 steeg deze score met een half punt naar 18,5/20.  

### Overige werkzaamheden
Geunes trad als coach op in het tv-programma Keukenrebellen in 2008. In 2009 publiceerde hij het boek Just cooking. In 2011 was hij te zien als gastjurylid in het tv-programma Mijn Restaurant. In 2012 en 2013 was hij ambassadeur van het culinaire evenement Antwerpen proeft als opvolger van Roger Van Damme van sterrenrestaurant Het Gebaar.

### Privéleven
Geunes is woonachtig in Antwerpen en heeft met zijn vrouw Viviane Plaquet een dochter, Gitte Geunes. Vanaf het begin staat zijn echtgenote mee in de zaak als gastvrouw. Sinds 2020 trad ook zijn dochter toe tot de zaak.